# Francis William Howard
Francis William Howard (* 21. Juni 1867 in Columbus, Ohio; † 18. Januar 1944 in Covington, Kentucky) war ein US-amerikanischer Geistlicher und römisch-katholischer Bischof von Covington.

## Leben
Francis William Howard besuchte die St. Joseph Academy in Columbus. Von 1884 bis 1888 studierte er Philosophie und Katholische Theologie am Our Lady of the Angels Seminary in Niagara und von 1888 bis 1891 am Mount St. Mary’s Seminary of the West in Cincinnati. Howard empfing am 16. Juni 1891 in der St. Joseph’s Cathedral durch den Bischof von Columbus, John Ambrose Watterson, das Sakrament der Priesterweihe.
Von 1891 bis 1895 war Howard als Pfarrvikar der Pfarrei Holy Trinity in Jackson tätig. Anschließend absolvierte er weiterführende Studien an der Columbia University in New York City und in Rom. 1904 wurde Francis William Howard Generalsekretär der National Catholic Educational Association (NCEA) und im Mai 1905 zudem Pfarrer der Pfarrei Holy Rosary in Columbus.
Am 26. März 1923 ernannte ihn Papst Pius XI. zum Bischof von Covington. Der Erzbischof von Cincinnati, Henry Moeller, spendete ihm am 15. Juli desselben Jahres in der Kathedralbasilika Mariä Himmelfahrt in Covington die Bischofsweihe; Mitkonsekratoren waren der Bischof von Columbus, James Joseph Hartley, und der Koadjutorbischof von Louisville, John Alexander Floersh. 1928 verlieh ihm Pius XI. den Titel Päpstlicher Thronassistent. Von 1928 bis 1936 war Francis William Howard zudem Präsident und von 1936 bis 1944 Mitglied des Beirats der National Catholic Educational Association. Howard gründete in seiner Amtszeit mehrere katholische Schulen im Bistum Covington.
Sein Grab befindet sich auf dem St. Mary Cemetery in Fort Mitchell.